# Inside IT
Inside IT ist ein Schweizer Onlinemagazin mit täglichen Nachrichten für die ICT-Branche mit Themen aus der Informationstechnik, Informatik, Telekommunikation, Wirtschaft, Politik, Wissenschaft und Technik. Das Onlinemagazin wurde 2004 in Zürich gegründet, seit 2020 ist der Sitz in Winterthur. Laut Mediadaten für das Jahr 2024 erreicht Inside IT rund 100'000 Unique Visitors pro Monat mit 450'000 Seitenaufrufen. Die Artikel von Inside IT werden in der Schweizer Mediendatenbank erfasst.

## Geschichte
Die Onlinemagazine inside-it.ch und inside-channels.ch wurden 2004 vom Verlag Huron AG in Zürich gegründet. Die Websites gingen am 1. Oktober 2004 online. Inside-it.ch richtete seine Artikel auf IT-Anwender aus, inside-channels.ch auf IT-Anbieter.
Im November 2019 verkauften die Verlagsgründer und Mehrheitsbesitzer die Huron AG an den Verlag Winsider AG mit Sitz in Winterthur, der den Betrieb mit der bestehenden Redaktion weiterführte. Im Januar 2022 wurde nach einem Relaunch die Domain inside-channels.ch eingestellt und inhaltlich in inside-it.ch integriert.
2023 wurde Inside IT vom Verband Schweizer Medien mit dem jährlichen "Q Award" als "innovativste und qualitativ beste Fach- oder Spezialpublikation" ausgezeichnet. 2024 erhielt das Magazin den "European Digital Publishing Award" in der Kategorie "Newsletter/Bulletin".

## Inhalte

### Gastbeiträge
Neben täglichen Nachrichten und Beiträgen der Redaktion erscheinen auf Inside IT auch externe Kolumnen und regelmässige Gastbeiträge, unter anderem "#security" der Schweizer Stiftung SWITCH, "SATW Insights" der Schweizerischen Akademie der Technischen Wissenschaften, "DSI Insights" von Forscherinnen und Forschern der Digital Society Initiative der Universität Zürich sowie "Parldigi direkt" von Schweizer Politikerinnen und Politikern der Parlamentarischen Gruppe Digitale Nachhaltigkeit (Parldigi).